# لویدز بنک کورپوریت مارکتس
لویدز بنک کورپوریت مارکتس (انگلیسی: Lloyds Bank Corporate Markets) شرکت سرمایه‌گذاری بریتانیایی است، که در سال ۲۰۱۷ توسط بانک لویدز تأسیس شد.